# Eparchie Muvattupuzha
Die Eparchie Muvattupuzha (lateinisch Eparchia Muvattupuzhensis) ist eine in Indien gelegene Eparchie der syro-malankarischen Kirche mit Sitz in Muvattupuzha, Distrikt Ernakulam, Kerala.

## Geschichte
Die Eparchie wurde am 19. Dezember 2002 durch Papst Johannes Paul II. mit der Apostolischen Konstitution Communitates terrarum aus Gebietsabtretungen der Eparchie Tiruvalla errichtet und der Erzeparchie Trivandrum als Suffragandiözese unterstellt. Am 15. Mai 2006 wurde die Eparchie Muvattupuzha der Erzeparchie Tiruvalla als Suffragandiözese unterstellt.
Die Eparchie Muvattupuzha erfasst nur die syro-malankarischen Katholiken des Gebietes. Die dort ebenfalls wohnenden Katholiken des lateinischen Ritus und des syro-malabarischen Ritus gehören zu anderen Diözesen. 

## Bischöfe der Eparchie Muvattupuzha
- Thomas Koorilos Chakkalapadickal, 2003–2007, danach Erzbischof von Tiruvalla
- Abraham Youlios Kackanatt, 2007–2019
- John Kochuthundil, seit 2019